# Rafael Ledesma
Rafael Pompeo Rodrigues Ledesma (ur. 31 grudnia 1982 w Porto Alegre) – brazylijski piłkarz występujący na pozycji pomocnika lub napastnika.

## Sukcesy

### Zespołowe
CR Flamengo
- Taça Guanabara: 2004
- Campeonato Carioca: 2004

FBK Kaunas
- mistrzostwo Litwy: 2006, 2007
- Puchar Litwy: 2007/08
- Superpuchar Litwy: 2006
- Baltic League: 2008

Birkirkara FC
- Superpuchar Malty: 2014

Sliema Wanderers
- mistrzostwo Malty: 2015/16
- Puchar Malty: 2015/16

### Indywidualne
- piłkarz sezonu A lygi: 2007
- król strzelców A lygi: 2008 (14 goli)